# Gênio Maluco

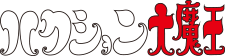
Logotipo de Gênio Maluco (Hakushon Daimao)

O Gênio Maluco também conhecido como Bob o gênio, cujo título original é Hakushon Daimao (Gênio Atchim), foi um desenho produzido pela Tatsunoko Studio e criado pelo japonês Tatsuo Yoshida, estreando no Japão em 5 de outubro de 1969, pela TV Fuji. Teve um total de 52 episódios, fazendo bastante sucesso no Brasil nas emissoras SBT, TV Record, TV Corcovado e TV Globo. Em Portugal, foi emitido em 1993 na RTP2 sob o nome de O Génio Desastrado, mas foi legendado em português e dublado em inglês.
A história começa com o garoto Zeca (kan, no original) encontrando uma velha garrafa vermelha. O excesso de poeira faz com que ele espirre, e de dentro da mesma surge um atrapalhado gênio (Hakushon Daimao) que passa a ser seu amo. Uma característica interessante é que o gênio é louco por bolinhos de carne e tem uma filha, a Gêniazinha (Akubi), que aparece quando alguém boceja.
Ambos vivem se envolvendo nas maiores trapalhadas e volta e meia precisam fugir do raivoso cachorro chamado Buldogue (Buru). Zeca é apaixonado por Júlia (Yuriko), e sempre pede auxílio ao Gênio para que lhe ajude a conquistá-la.
O desenho animado chegou a ser relançado em 1992 nos Estados Unidos e no Canadá pela extinta Saban Entertainment. Esses episódios foram exibidos na TV Globo, mas sem nenhum sucesso. A dublagem estava completamente diferente e os personagens bastante descaracterizados.

## Dubladores brasileiros
Gênio/Bob: Felipe Di Nardo/Alfredo Martins
Zeca/Joey: Márcia Gomes/Luíz Sérgio Vieira
Geniazinha/Illana: Telma Lúcia/Ana Lúcia Menezes
Buldogue: José Soares